# Aztlán
Aztlán (od nahuatl: Aztlán = bijela zemlja), legendarni otok na području današnjeg sjevernog Meksika ili južnog dijela SAD-a, gdje se, prema vjerovanju, nalazila prapostojbina Asteka. Asteci su narod iz jezične skupine Nahua Indijanaca koji je prozvan po njihovoj drevnoj prapostojbini Aztlánu.
Prema legendi, pleme Mexica, odnosno Asteka bilo je posljednje koje je napustilo staru domovinu i doselilo se u današnju meksičku dolinu. 